# Mediaset Infinity (Italia)
Mediaset Infinity (anteriormente Mediaset Play y luego Mediaset Play Infinity) es una plataforma de streaming italiana para ver contenidos por Internet, tanto en directo como bajo demanda, en modalidad gratuita y de pago. La plataforma es editada por RTI, empresa controlada por MFE-MediaForEurope.
Está disponible también como aplicación para Android, iOS y televisores inteligentes con tecnología HbbTV.

## Historia

### Antecedentes y nombres
El 15 de julio de 2007 nace Rivideo. El servicio, como indica su nombre, permitía volver a ver pagando las series, vídeos, películas, episodios de televisión, dibujos animados y anime emitidos en las cadenas Mediaset. También ofrecía la posibilidad de volver a ver los partidos de fútbol de la Serie A. Cerró el 11 de enero de 2010, dando paso a una versión actualizada de la televisión a la carta: Video Mediaset. Esta última introdujo la posibilidad de volver a ver películas, episodios de series, dibujos animados y anime transmitidos por las cadenas Mediaset, y también de seguir la emisión en directo de los canales.
El 7 de octubre de 2015, Mediaset.it y Video Mediaset se unifican en Mediaset On Demand, que permitía seguir la programación en directo, revisar programas ya emitidos y acceder a secciones dedicadas a noticias, contenidos exclusivos para la web, avances de películas e entrevistas. Existía también la aplicación Mediaset Fan para smartphones y tabletas, que permitía ver los programas en directo o en diferido, consultar la guía de televisión y votar en reality shows mediante televoto. A partir del 29 de marzo de 2017, la plataforma se convierte en un auténtico servicio de vídeo bajo demanda.

### Mediaset Play
El 5 de julio de 2018, Mediaset On Demand se convierte en Mediaset Play, integrando también los sitios web de los canales televisivos gratuitos e introduciendo nuevas funciones, entre ellas Restart, que permite volver a ver desde el inicio el programa que está siendo emitido en ese momento en un canal del grupo.
Con motivo del programa Grande Fratello y Grande Fratello VIP, se activa temporalmente el canal Grande Fratello MultiRegia, que permite seguir la emisión diaria desde tres regías diferentes.
El 22 de octubre de 2018 se lanza en el portal el canal de teletienda M4C, que se cerró el 31 de diciembre de 2019.
En diciembre de 2018 se activa Mediaset Play Cult, servicio que ofrece fragmentos y documentos relacionados con personajes y programas históricos de Mediaset. A partir de septiembre de 2019 está disponible Mediaset Play Remix, con todos los formatos originales de la plataforma.
Desde el 14 de enero de 2020, se transmiten en directo por la web y en simultáneo con redes sociales y YouTube varios especiales y episodios adicionales de programas de Mediaset, también disponibles bajo demanda.

### Mediaset Play Infinity
El 2 de diciembre de 2020 se anuncia la fusión entre Mediaset Play e Infinity TV. El 5 de marzo de 2021 se confirma que el servicio de streaming pasaría a llamarse Infinity+, mientras que toda la plataforma tomaría el nombre de Mediaset Play Infinity. El cambio de marca se hace efectivo el 8 de abril del mismo año, con una actualización del logotipo y de la interfaz gráfica.

### Mediaset Infinity
El 17 de mayo de 2021, la plataforma cambia nuevamente de nombre y logotipo, adoptando el actual: Mediaset Infinity.
El 29 de mayo de 2025 se anuncia la expansión de la marca Mediaset Infinity a España, sustituyendo a la ya existente Mitele. Esta operación se hace efectiva el 24 de junio del mismo año.

## Oferta

### Descripción general
La plataforma ofrece la emisión en directo de las cadenas Mediaset y (cuando se prevé) episodios de los programas emitidos. El público puede acceder también a una oferta opcional: una serie de "canales premium" dedicados a series de televisión, deportes, documentales y contenidos infantiles.

### Canales
Los canales de Mediaset Infinity son ofertas adicionales que permiten ampliar el catálogo mediante pago extra. Entre ellos se encuentran:
| Logotipo | Nombre                 | Descripción | Notas  |
| -------- | ---------------------- | --- | ------ |
|          | CineAutore             | Cine de autor italiano. | [ 15 ] |
|          | CineAvventura          | Películas de aventura y acción. | [ 16 ] |
|          | CineBmovie             | Cine popular italiano. | [ 17 ] |
|          | CineComico             | Comedias a la italiana y comedias eróticas italianas. | [ 18 ] |
|          | CineDark               | Cine de terror y thriller italianos. | [ 19 ] |
|          | Dreamers and Love      | Series turcas y grandes historias de amor, con un catálogo sentimental y dramático. | [ 20 ] |
|          | Focus Selection        | Contenidos sobre naturaleza, animales, geografía, personajes históricos, espacio y tecnología (de Focus). | [ 21 ] |
|          | History Play           | Documentales y producciones de History Channel. | [ 22 ] |
|          | Infinity+              | Oferta de pago para entretenimiento: películas, dibujos animados, series TV, contenido en VO, subtítulos y 4K. Desde agosto de 2021 incluye 104 partidos en directo de la Liga de Campeones de la UEFA durante tres temporadas. Desde 2025, es la nueva denominación de Mitele Plus en España. | [ 23 ] |
|          | Mediaset International | Oferta internacional disponible fuera de Italia, San Marino y Vaticano. Incluye Mediaset Italia, TGcom24 y lo mejor de la programación del grupo. | [ 24 ] |
|          | MGM+                   | Servicio de streaming de la productora Metro-Goldwyn-Mayer, propiedad de Amazon. | [ 25 ] |
|          | Midnight Factory       | Cine de terror y thriller, con títulos inéditos, clásicos y de culto. | [ 26 ] |
|          | TV Detective           | Películas y series de crimen, incluyendo ficciones policiacas de Mediaset | [ 27 ] |

## Producciones exclusivas

### Programas
Algunos programas se emiten en exclusiva y sin coste adicional:
- Adoro! (2020)
- GF VIP Party (2020–2023)
- Giortì (2020)
- Isola Party (2021–2023)
- Il Punto Z (2021)
- Salotto Salemi (2021)
- Pupa Party (2022)
- Pressing - Anteprima (desde 2022)
- GF Party (2023–2024)

### Deportes
- Liga de Campeones de la UEFA (desde 2018)

### Series y telenovelas
La plataforma publica algunas series y telenovelas de forma gratuita y en exclusiva.
- Madres. Amor y vida (2023)
- Desaparecidos (2023)
- Sé quién eres (2023)
- Escándalo. Relato de una obsesión (2023)
- Yarım Kalan Aşklar (2023)
- Mi hogar, mi destino (2023–2024)
- Hayaller ve Hayatlar (2024)
- Her Yerde Sen (2024)
- Señoras del (h)AMPA (2024)
- [[Viola come il mare++ (2024)
- If You Love (2024)
- Message from Mom (2024)
- Aile (2024)
- Aşk Mantık İntikam (2024–2025)
- UPA Next (2024)
- The Bank Hacker (2025)
- Yargı (desde 2025)

## Expansión territorial
| Fecha de lanzamiento | País   |
| -------------------- | ------ |
| 17 de mayo de 2021   | Italia |
| 24 de junio de 2025  | España |

## Logotipos

11 enero 2010 – 6 octubre 2015
7 octubre 2015 – 28 marzo 2017
29 marzo 2017 – 4 julio 2018
5 julio 2018 – 18 abril 2019
19 abril 2019 – 7 abril 2021
8 abril 2021 – 16 mayo 2021
17 mayo 2021 – 14 mayo 2023
En uso desde el 15 de mayo de 2023